# عارف عبد الرازق
عارف عبد الرازق عبد القادر هو من زعماء ثورة فلسطين 1936 وقادتها الكبار، ولد في الطيبة عام 1894 . بدأ نشاطة في منطقتة، والتي شملت قلقيلية، طولكرم، الطيبة، الطيرة أو ما عرف بقضاء بني صعب. وقد تولى تنفيذ الاحكام التي اصدرتها محاكم الثورة الميدانية، مارس العمل النضالي والكفاحي منذ أوائل العشرينيات من القرن الماضي وشارك في مظاهرات يافا عام 1921 وسجن بسببها عدة سنوات وخرج من السجن وانتمى لمؤتمر الشباب وشارك في نشاطاته وأعماله الكشفية. قام بأعمال ثورية وهاجم معسكر نور شمس بجانب طولكرم في أيار 1936م، كما شارك في معركة بلعا وكان أحد القيادات التي نسق معها القائد فوزي القاوقجي بعد مجيئه إلى فلسطين، وبدا ينافس عبد الرحيم الحاج محمد على لقب القائد العام، وذلك بعد أن امتد نشاطة ليشمل قضاء يافا والرملة واللد. وصلت الفصائل التي تحت امرتة (فصائل الكفاح) لمشارف القدس جنوبا وحتى جنين شمالا. كتب عارف منشورا سياسيا لليهود وكلف الحزب الشيوعي بتوزيعه في المستوطنات الصهيونية وفحوى المنشور أن بريطانيا تخدع اليهود وأن الصهيونية تضر بمصالح اليهود وعلاقتهم التاريخية بالعرب والمسلمين.

## شخصيتة ومظهرة

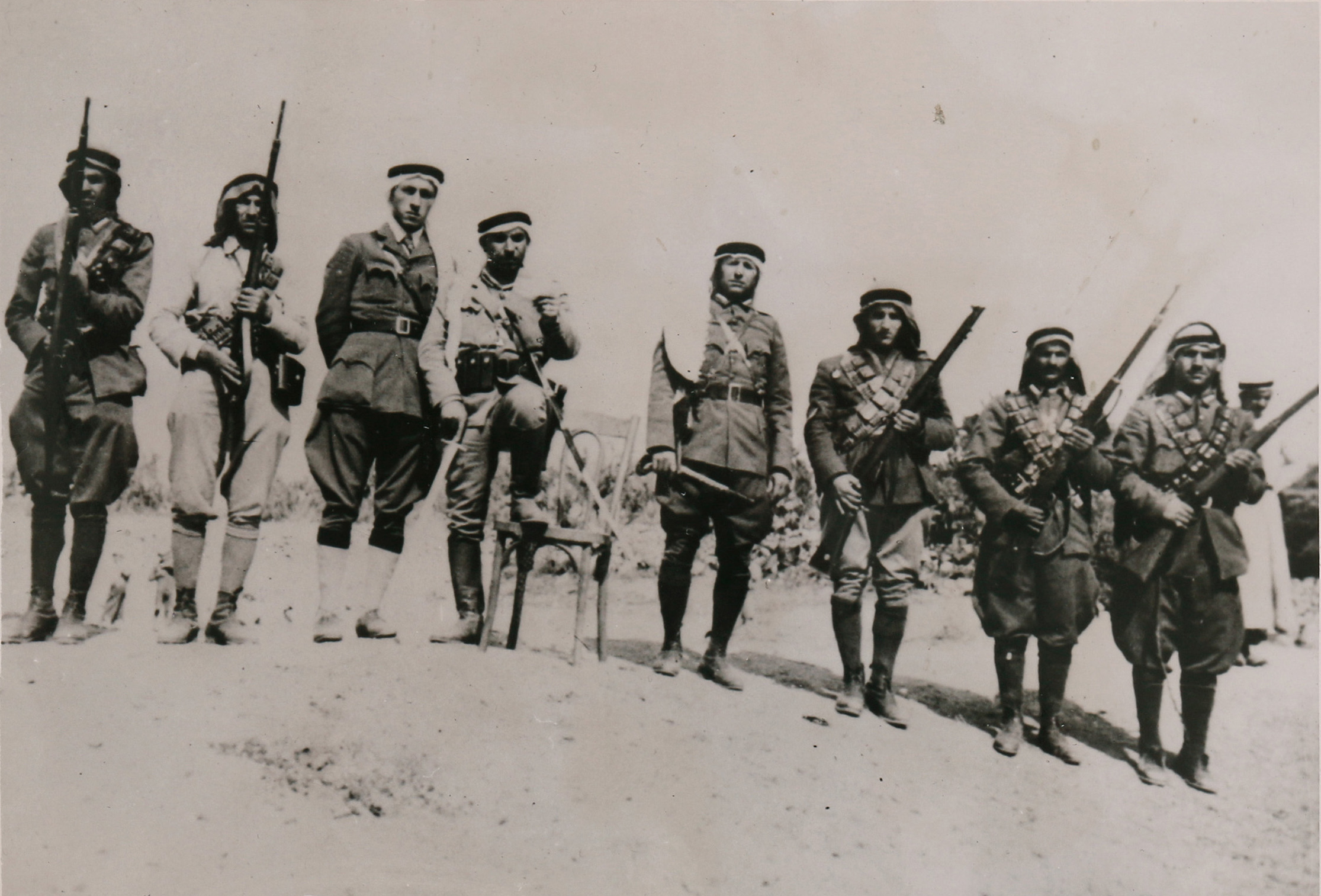

كان عارف العبد الرازق، قصير القامة، ممتلئ الجسم، اسمر البشرة، يحب الظهور دائما بالمظهر العسكري اللائق، خرج عارف عبد الرازق من فلسطين أوائل نيسان 1939 بعد استشهاد رفيقه في الكفاح عبد الرحيم الحاج محمد ومعه مجموعة من المجاهدين وعددهم 12 شخص كان من بينهم صالح زعرور من قرية صير والحاج محمد المسلم وصقر توبة وأحمد الدارد من كفر جمال، وقد قبض عليهم في سوريا بعد أن سلموا أنفسهم للسلطات ولكن عارف خرج من السجن بجهود قدمتها الحركة الوطنية السورية ونجحوا في التسلل إلى العراق وكان من مرافقي المفتي في العراق واشترك في ثورة رشيد عالي الكيلاني عام 1941، وبعد فشل الثورة هرب إلى سوريا فتركيا، ومنها إلى بلغاريا وهناك لقي حتفة. كان من قادة الفصائل القلائل الذين حاولوا ان يضعوا نظما وقوانين تسير حسبها افراد فصائله المسلحة. وهو أحد القادة الذين دونوا تعليماتهم، ونشروها بواسطة مناشير مطبوعة على الآلة الكاتبة، باللغة العبرية.

## أملاكه واولادة
كان عارف عبد الرازق صاحب املاك وخاصة في منطقة الطيرة وجنوب الطيبة. هذا وقد خلف ثلاثة أولاد وبنتين، وجميعهم سكنوا الطيبة وعملوا بها. هدم البريطانيون بيتة، الكائن في الحارة الشرقية امام بيت السيد حسن ذياب عبيد وعلى بعد عشرات الأمتار لجهة الغرب من مدرسة عمر بن الخطاب في الطيبة. ولا يزال ركامه حتى اليوم شاهدا على ظلم المستعمر وعظمة الرجل.
قائد في حكم التاريخ: قيلت فيه أقوال كثيرة خاصة بعد ظهور عصابات السلام واغتيال شهيد فلسطين القائد المغدور حسن صدقي الدجاني الذي التقى به في رأس كركر أو رأس ابن سمحان كما تسمى قديما، تم تبادل اتهامات بين المعارضة الوطنية الفلسطينية للحج امين الحسيني وعارف عبد الرزاق وصدرت منشورات مختلفة.

## مصدر
كتاب طيبة بني صعب ص.112
وانظر كتاب أمجاد ثورية لمؤلفه فيصل عارف عبد الرازق
```
وأيضا موضوعات نشرها أ.عبد العزيز أمين عرار فلاحون في معمعان الثورة الفلسطينية القائد عارف عبد الرزق.
```